# Distrito de Yaguas
O Distrito peruano de Yaguas é um dos onze distritos que formam a Província de Putumayo, situada no Departamento de Loreto, pertencente a Região Loreto, Peru.

## Transporte
O distrito de Yaguas não é servido pelo sistema de estradas terrestres do Peru.